# René Joseph Justin Ferry
René Joseph Justin Ferry (1845 - 1924) fue un abogado, juez, micólogo, y botánico francés.
En octubre de 1884, fue cofundador de la Sociedad Micológica de Francia.

## Honores
- 1892-19016: redactor en jefe de la Revue Mycologique[4]

- La abreviatura «Ferry» se emplea para indicar a René Joseph Justin Ferry como autoridad en la descripción y clasificación científica de los vegetales.[5]